# NHK防府ラジオ放送所

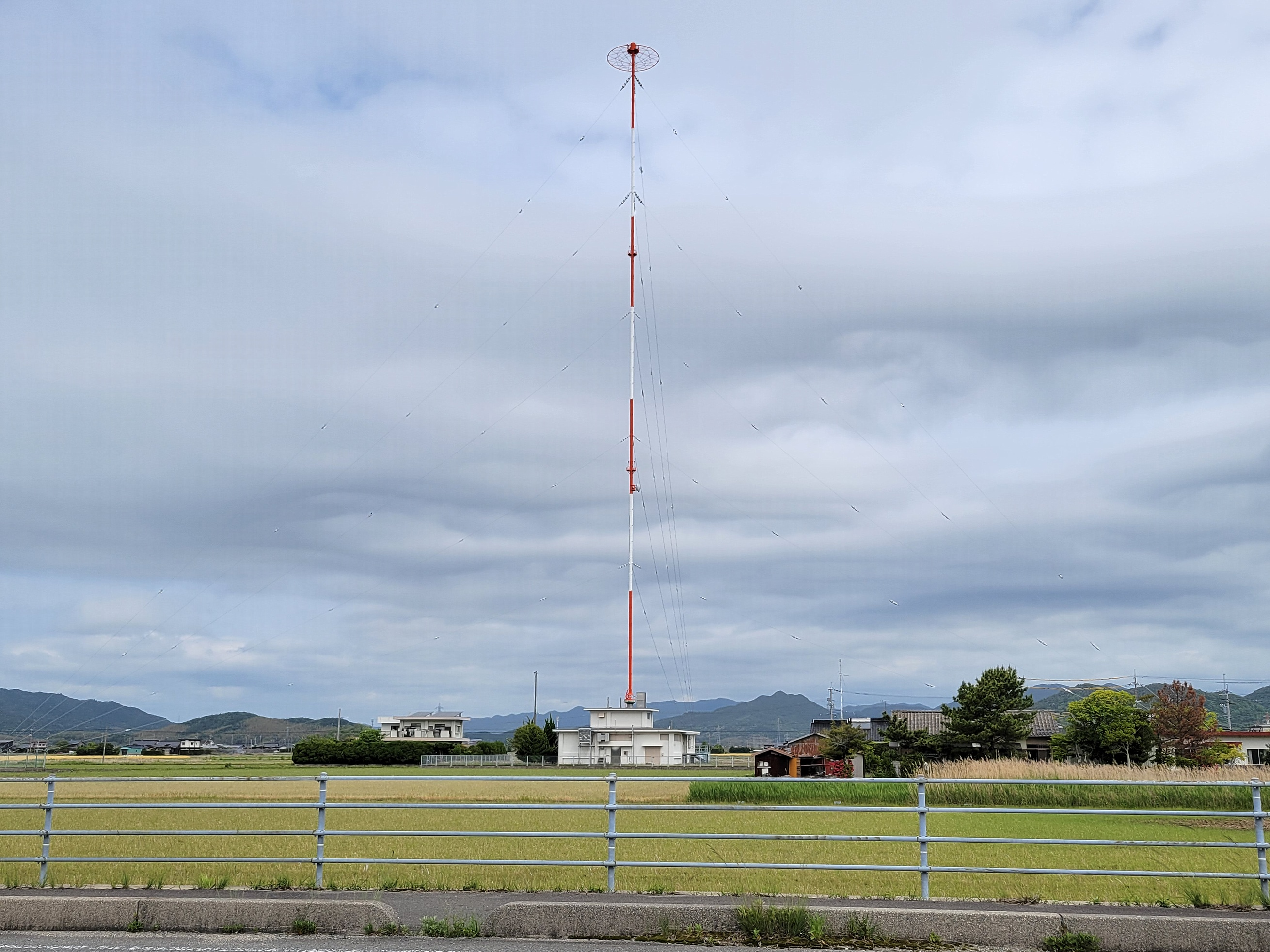
概観（2023年）

NHK防府ラジオ放送所（エヌエイチケイほうふラジオほうそうしょ）は、山口県防府市にあるNHK山口放送局の中波放送送信所である。

## 概要
NHK山口放送局のAM放送における本局送信所であり、県中部から東部にかけての広い範囲に電波を発射している。演奏所が山口市にあり、主たる制御が山口市から行われているため、「山口局」として案内される。
NHK山口放送局のその他の本局送信所（テレビ放送・FM放送）は同じ防府市の大平山送信所に置かれている。なお、民放中波ラジオ局の山口放送 (KRY) の送信所は周南市大津島にある。

## 放送所概要

### 所在地
山口県防府市西浦2955 （マツダ防府工場そば）

### 周波数と出力
| 周波数 （kHz） | 系統名    | コールサイン | 空中線電力 | 放送対象地域 | 放送区域内世帯数 |
| -------------- | --------- | ------------ | ---------- | ------------ | ---------------- |
| 0675           | ラジオ第1 | JOUG         | 5kW        | 山口県       | 約71万6千世帯    |
| 1377           | ラジオ第2 | JOUC         | 5kW        | 全国         | 約71万6千世帯    |